# غواصة إس إم يو-86
إس إم يو-86 (بالإنجليزية: SM U-86  )‏ هي غواصة حربية كانت تابعة للبحرية الإمبراطورية الألمانية، صُنعت في ميناء كيل خلال الحرب العالمية الأولى.